# プライムドリーム

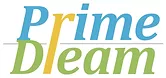
ロゴ

特定非営利活動（NPO） 法人プライムドリームは、文化活動や地域の情報発信活動を通じて「まちおこし」を行う団体（前理事長：岡地功）として、北海道札幌市に2017年11月に設立した。

## 概要

### 趣旨
スポーツ、文化、教育、福祉に関する事業を行い豊かで活力ある地域社会の確立に寄与することを目的とする。

### 活動拠点
フリースペース「ミラバ」を拠点とする。愛称「ミラバ」とは、「未来を結ぶ場」「来未を育む場」「未来を創る場」の意味。 
子供から大人まで誰でも自由に利用できる。

### 目的を達成するための活動
- 学術、文化、芸術又はスポーツの振興を図る活動
- まちづくりの推進を図る活動
- 社会教育の推進を図る活動
- 保健、医療又は福祉の増進を図る活動
- 地域安全活動
- 職業能力の開発又は雇用機会の拡充を支援する活動

## 事業

### 事業内容

#### ① 特定非営利活動に係る事業
- 各種スポーツ、文化、教育活動に関する支援事業
- 各種イベント、シンポジウム、講演会、研修会等の開催
- スポーツ、文化、教育活動等に関する調査・研究
- 社会・地域に対する支援事業
- ライフサポートに関する支援事業
- その他この法人の目的を達成するために必要な事業

#### ② その他の事業
- 物品販売
- 会員相互の交流を図る事業

## 取り組み実績
西岡塾
西岡塾は、地域の方々を対象に興味のあるテーマの講演会（塾）を開催し、教養養講座として開催。
羊ヶ丘セッション
文化交流としてコンサートを開催。
西岡こども食堂
孤食対策及び子供の居場所として小学生を中心に楽しみながら食事と憩いの場を提供する。学習支援も行う。
西岡ぶらり散策
西岡地区の健康増進を図るとともに青少年の体力づくり及び地域のふれあいを目的に開催。
プライムドリーム杯争奪少年野球大会
本法人が主催し、西岡地区を中心とした青少年の体育振興を図る目的で少年軟式野球大会を開催。
西岡アジャタ大会
西岡地区の健康増進を図るとともに特に冬期における青少年の体力づくりとして開催。アジャタとは、「公式玉入れ」で北海道和寒町が発祥の競技。
ぷらっとミラバ（シニア-食堂）
孤食者の方々に食事を提供しながら、コミュニケーションの場を提供することを目的して開催。
地域交流サロン
地域の方々がいつでも語らえる居場所としてミラバを提供。
西岡eふぁ～む(農園)
西岡の農家さんの畑を借用し、メンバーが種まきから収穫までを行う。農作業を通して仲間づくりや青少年の育成及び収穫した野菜を西岡マルシェで販売。
収穫体験会（いも掘り）
「西岡eふぁーむ」で育てた野菜を地域の子供たちと一緒に収穫体験。
西岡マルシェ
収穫した作物や農家から直接仕入れた新鮮な野菜を格安で販売し、地域交流及び活気ある街づくりとして開催。
空き家対策
西岡の空家空室が今後増えることが想定され、区役所等と協力しながら安全安心な街づくりを推進する目的で開催。
ミラバクラブ（健康教室）
スポーツ・健康教室を開催し、地域の方々の健康をサポート。
共済事業
節約（SDGs）を広く呼び掛け、一人ひとりの意識付けを広く呼び掛ける。全国福利厚生共済会の活動を説明。
ホームページ
本法人の活動をホームページにＵＰして、広く広報し、HPでイベ ントの申込みを受付。また、ホームページ制作のサポートを行う。